# Khwarezm
För den uzbekistanska provinsen, se Khwarezm (provins).

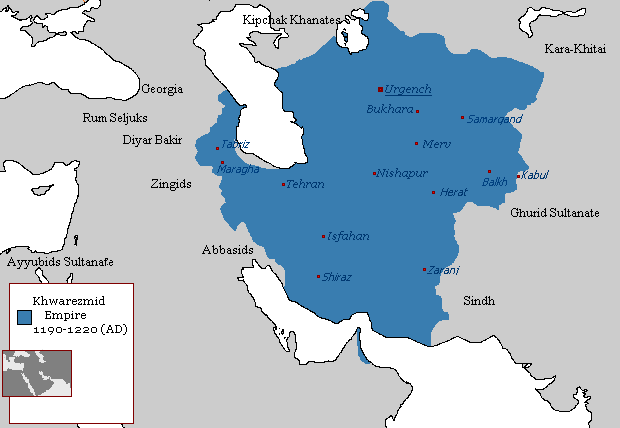
Karta över det khwarezmitiska riket 1190–1220

Khwarezm (persiska:  خوارزم, även Kharezm, Khorezm, Khorazm, Chorezm, med flera) är ett iranskt kulturområde i sydvästra Centralasien, beläget i nuvarande Turkmenistan, Uzbekistan och Tadzjikistan. Befolkningen talade under antiken och medeltiden khwarazmiska, ett numera utdött iranskt språk.
I området har det funnit en serie stater. Ett oghuzturkiskt rike, Khwarezmiderna, med centrum i Khwarezm lade i början av 1200-talet under sig större delen av Persien men dukade under för mongolerna 1221. Området erövrades av Ryssland år 1873. Staden Chiva, som också kallas Khwarezm ibland, är den traditionella huvudorten i området. Khwarezm är även namnet på en av Uzbekistans provinser.